# Технічний стан об'єкта
Техні́чний стан об'є́кта — стан, який характеризується в певний момент часу, за певних умов зовнішнього середовища значеннями параметрів, установлених технічною документацією на об'єкт.
До факторів, під впливом яких змінюється технічний стан об'єкта, можна віднести дії кліматичних умов, старіння з часом, операції регулювання і налагодження в ході виготовлення або ремонту, заміну елементів, що вийшли з ладу і т.п. 

## Визначення технічного стану
Про зміну технічного стану об'єкта судять за значеннями діагностичних (контрольованих) параметрів, які отримують в процесі технічного діагностування. Розрізняють прямі і непрямі діагностичні (контрольовані) параметри:
- прямий параметр — структурний параметр, що безпосередньо характеризує технічний стан об'єкта. До прямих параметрів відносять знос, зазор у з'єднанні, люфт та ін.;
- непрямий параметр — параметр об'єкта, що побічно характеризує його технічний стан. До непрямих параметрів відносять тиск оливи, вміст CO у відпрацьованих газах, шум при роботі, вібрацію, температуру робочих агрегатів та ін.

## Види технічного стану об'єкта
Залежно від фактичних значень контрольованих параметрів видами технічного стану є:
- справність чи несправність:
  - справність або справний стан — стан об'єкта, за яким він відповідає усім вимогам нормативно-технічної та (або) конструкторської (проектної) документації[2]. Переконуватися в справності об'єкта необхідно після його виготовлення і ремонту;
  - несправність або несправний стан — технічний стан об'єкта, при якому він не відповідає хоча б одній з вимог нормативно-технічної і (або) конструкторської (проектної) документації[2];
- працездатність чи непрацездатність:
  - працездатність — технічний стан об'єкта, при якому він може виконувати всі задані йому функції зі збереженням значень заданих параметрів в необхідних межах. Переконуватися в працездатності об'єкта необхідно при його профілактиці, після транспортування і зберігання;
  - непрацездатність — технічний стан об'єкта, при якому значення хоча б одного параметра, що характеризує здатність виконувати задані функції, не відповідає вимогам нормативно-технічної і (або) конструкторської (проектної) документації;
- правильне функціювання чи неправильне функціювання:
  - правильно функціюючий об'єкт — об'єкт, значення параметрів якого в поточний момент реального часу знаходяться в необхідних межах;
  - неправильно функціюючий об'єкт — об'єкт, значення параметрів якого в поточний момент реального часу вийшли з необхідних меж;
- граничний стан — стан об'єкта, при якому його подальша експлуатація неприпустима чи недоцільна або відновлення його працездатного стану неможливе чи недоцільне.

## Моніторинг технічного стану об'єкта
Розробка інтелектуальних систем оцінки технічного стану систем і агрегатів машин полягає в розробці спеціальних алгоритмів, які допомагають обслуговчому персоналу прийняти правильне рішення про технічний стан машини в даний момент роботи. 
Застосування принципу неперервного аналізу, при якому машина за допомогою спеціальних пристроїв автоматично аналізує поточні умови експлуатації і дає спеціальні адаптовані рекомендації сервісному персоналу і оператору, є перспективним напрямком розвитку системи технічної експлуатації.
Принцип дистанційного діагностування та забезпечує безперервний моніторинг технічного стану систем і агрегатів машини і виявлення перед відмовного стану. Дистанційне діагностування являє собою процес визначення технічного стану об'єкта діагностування на віддаленій відстані, за допомогою отримання сигналів з датчиків, встановлених на машини.
Використання систем моніторингу технічного стану машин, що володіють функціями збору і передачі інформації про поточний стан, допомагають прийняти додаткові заходи для зниження ризику появи непрогнозованої відмови систем і агрегатів, дозволить машині не тільки неперервно виконувати задану роботу більш тривалий час, а й збільшить її експлуатаційний термін загалом.
Багато великих компаній світового рівня ведуть розробку систем, що дозволяють дистанційно проводити оцінку технічного стану та продуктивності машини, не виводячи її з робочого процесу. Так, компанія Komatsu в кінці 90-х рр. розробила систему VHMS (Vehicle Health Monitoring System) для технічно складних технологічних комплексів, які працюють в гірничій промисловості. Компанія Caterpillar просуває на ринок техніки систему VIMS (Vital Information Management System), спрямовану на моніторинг, розрахунок продуктивності і сервісне обслуговування техніки. Ця система має в своєму розпорядженні набір інструментів, що дозволяють розраховувати продуктивність, визначати ефективність використання, помилки оператора, відстежувати технічний стан вузлів і агрегатів, а також заздалегідь готувати необхідні запасні частини до терміну регламентного технічного облуговування та запобігати аварійним зупинки машини.  Схема роботи у цих систем моніторингу технічного стану досить схожі за загальним складом компонентів - це термінал або модуль, встановлений на машину, який постійно фіксує інформацію з датчиків або електронних блоків управління про технічний стан вузлів і агрегатів машини і формує діагностичні звіти, які передає на сервер обробки даних. На сервері проводиться обробка отриманої інформації і формування звітів сервісному персоналу для прийняття рішення про технічні впливи на машину.
Роботу модулів або терміналів, встановлених на машину, можна представити таким чином. Датчики (перетворювачі), встановлені на об'єкті діагностування, передають різноманітні сигнали, які перетворюються в електричні величини і надходять в блок для обробки цієї інформації і оцінки стану вироби або характеру зміни його параметрів. Для всіх сигналів, які необхідно порівнювати, передбачається масив допустимих еталонних значень. Процес порівняння буває простим, коли встановлюються допустимі межі для коливання параметра і фіксується його знаходження в межах допуску, і більш складним, коли застосовуються операції, що оцінюють ступінь відхилення вимірюваного параметра від номіналу, швидкість і характер процесу зміни параметра в часі і інші його характеристики. В деяких випадках, щоб оцінити технічний стан об'єкта, на нього подаються спеціальні тестові впливи, тобто формуються стимулюючі сигнали і направляються в об'єкт діагностування для оцінки його реакції. Результати цього аналізу використовують для подальшого управління процесом діагностування. Для цього в системі автоматичного діагностування передбачається блок реєстрації одержуваних даних і логічний пристрій для прийняття рішень з управління процесом діагностування.
Для підвищення достовірності одержуваних даних здійснюється самоконтроль шляхом повторного виконання окремих операцій і порівняння отриманих даних. Цей же блок може виконувати функції статистичної обробки даних і отримання середніх значень, дисперсії та інших характеристик вимірюваних величин.
Такі схеми можуть бути реалізовані з різним ступенем автоматизації, з концентрацією всіх операцій в одній системі або розбивкою її на окремі блоки і установки. Останнє пов'язано з характером об'єкта, його розмірами, можливостями отримання даних під час роботи, необхідною частотою перевірки та іншими факторами.
Застосування засобів технічної діагностики сприяє підвищенню безвідмовності роботи машин, так як контролюється їх фактичний стан, і скорочення витрат на ремонт за рахунок підвищення довговічності виробу.